# Gerald B. Greenberg
Gerald B. Greenberg (Jerry Greenberg) (New York, 1936. július 29. – Santa Monica, Kalifornia, 2017. december 22.) Oscar-díjas amerikai filmvágó.

## Filmjei
- Lépcsők (Ta skalopatia) (1966)
- Bye Bye Braverman (1968)
- The Subject Was Roses (1968)
- A fiúk a csapatban (The Boys in the Band) (1970)
- They Might Be Giants (1971)
- Francia kapcsolat (The French Connection) (1971)
- Come Back Charleston Blue (1972)
- The Stoolie (1972)
- Motoros zsaru (Electra Glide in Blue) (1973)
- Hajsza a föld alatt (The Taking of Pelham One Two Three) (1974)
- The Happy Hooker (1975)
- Missouri fejvadász (The Missouri Breaks) (1976)
- The Disappearance of Aimee (1976, tv-film)
- Apokalipszis most (Apocalypse Now) (1979)
- Kramer kontra Kramer (Kramer vs. Kramer) (1979)
- Gyilkossághoz öltözve (Dressed to Kill) (1980)
- A mennyország kapuja (Heaven's Gate) (1980)
- Az éjszaka csendje (Still of the Night) (1982)
- A sebhelyesarcú (Scarface) (1983)
- Alibi test (Body Double) (1984)
- Savage Dawn (1985)
- Nagyokosok (Wise Guys) (1986)
- Nincs kegyelem (No Mercy) (1986)
- Aki legyőzte Al Caponét (The Untouchables) (1987)
- A vádlottak (The Accused) (1988)
- Bruce Springsteen: Video Anthology 1978–1988 (1989, dokumentumfilm)
- Hívatlan szövetséges (Collision Course) (1989)
- Karácsonyi vakáció (National Lampoon's Christmas Vacation) (1989)
- Ébredések (Awakenings) (1990)
- Kopaszoknak szeretettel (For the Boys) (1991)
- Vágyak csapdájában (School Ties) (1992)
- A szerelem rabja (Reach the Rock) (1998)
- Amerikai história X (American History X) (1998)
- Bigyó felügyelő (Inspector Gadget) (1999)
- Tuti duók (Duets) (2000)
- Get Carter (2000)
- Angyali szemek (Angel Eyes) (2001)
- Csapdában (Trapped) (2002)
- Több a sokknál (Bringing Down the House) (2002)
- Ámok (Havoc) (2005)
- Legyőzhetetlen (Invincible) (2006)
- A mindenttudó (Arlen Faber) (2009)
- Privileged (2010, videó)
- Holtpont (Point Break) (2015)

## Díjai
- Oscar-díj (1972, a Francia kapcsolat filmért)
- BAFTA-díj (1973, a Francia kapcsolat filmért)
- American Cinema Editors Awards (2015, életműdíj)